# UniCredit
UniCredit (fino al maggio 2008 UniCredito Italiano) è un gruppo bancario internazionale con la direzione generale e sede legale a Milano, nella Torre UniCredit. Dal 2011 fino al 2023 era stata l'unica banca con sede principale in Italia ad essere inclusa dal Financial Stability Board nella lista delle 30 istituzioni finanziarie più importanti a livello mondiale per la sua rilevanza sistemica globale. A causa del declino della sua influenza globale, nel 2023 è stata rimossa dalla lista, per cui il numero di istituzioni che ne fanno parte si è ridotto a 29.
La banca dispone di una vasta rete internazionale di uffici rappresentativi e filiali (18 paesi del mondo). La società è quotata nell'indice FTSE MIB della Borsa Italiana e nel Dax della borsa di Francoforte.

## Storia

### Nascita del gruppo
L'Unicredito Italiano nasce nel 1998 dalla fusione dei gruppi:
- Credito Italiano formato da Credito Italiano e Rolo Banca 1473 (risultato della fusione nel 1996 tra il Credito Romagnolo, la Cassa di Risparmio di Modena e la Banca del Monte di Bologna e Ravenna) che, dopo aver acquisito la Banca del Friuli, in quell'anno incorporò la Banca Popolare del Molise, all'epoca principale banca della regione;
- Unicredito costituito da Cassa di Risparmio di Verona, Vicenza, Belluno e Ancona (Cariverona), Cassa di Risparmio di Torino e Cassamarca.

Nel 1999 entrano nel gruppo Cassa di Risparmio di Trento e Rovereto (Caritro) e Cassa di Risparmio di Trieste, la quale aveva incorporato nel 1979 la Cassa di Risparmio dell'Istria di Pola, con sede provvisoria in esilio a Trieste.
Tra il luglio e il settembre 2002, secondo la prima fase del "progetto S3", le sette banche di prima vengono fuse in Unicredito Italiano e le attività bancarie vengono scorporate in Credito Italiano.
Il 1º gennaio 2003, al termine del "progetto S3" (da Credito Italiano vengono create tre nuove banche divise per la categoria a cui si rivolgono: una banca per la clientela al dettaglio, privati, famiglie e piccole imprese – Unicredit Banca, una banca per la clientela redditualmente elevata – Unicredit Private Banking, una banca per le imprese – Unicredit Banca d'Impresa), l'Unicredito Italiano adotta il marchio UniCredit e l'1 del marchio viene arrotondato agli angoli piegato verso destra.
Sempre nel 2003 vengono fuse in UniCredit le già appartenenti al gruppo Banca dell'Umbria (ex Cassa di Risparmio di Perugia) e Cassa di Risparmio di Carpi.

### Fusione con HVB
Nel 2005 UniCredit annunciò l'OPA sulla banca tedesca HypoVereinsbank AG (HVB-Group), che portò alle OPA a cascata su Bank Austria Creditanstalt e Bank BPH (controllate da HVB). Il 17 novembre 2005 UniCredit raggiunse il 93,93% di adesioni all'Offerta Pubblica HVB.
L'OPA ebbe conseguenze importanti in Polonia, dove UniCredit (Gruppo Unicredito) controllava già la Bank Polska Kasa Opieki Spólka Akcyjna (Bank Pekao S.A.), acquistata il 23 giugno 1999, mentre Austria Creditanstalt AG controllava Bank BPH con il 71,03% delle azioni. Pekao e BPH erano due tra i maggiori istituti bancari polacchi e la loro fusione avrebbe dato vita al primo operatore del credito nel paese, superando la banca Pko controllata dallo Stato. Al momento dell'acquisto di Banca Pekao il Gruppo Unicredito aveva assunto un impegno con lo stato polacco di non acquistare altre banche e il governo di Kazimierz Marcinkiewicz ha preteso il rispetto di quest'accordo. La Commissione europea, attraverso i commissari alla Concorrenza (Neelie Kroes) e al Mercato interno (Charlie McCreevy), ha attivato l'8 marzo 2006 una doppia procedura d'infrazione contro il governo di Varsavia ritenendo l'accordo tra UniCredit e la Polonia contrario alle direttive europee e all'avvenuta approvazione della fusione nella sua interezza da parte dell'Unione europea.
Il 5 aprile 2006, presenti Kazimierz Marcinkiewicz e l'amministratore delegato di UniCredit Alessandro Profumo, fu firmato un accordo tra UniCredit e il ministero del Tesoro polacco che prevedeva la vendita di 200 dei 480 sportelli di Bph, l'integrazione dei rimanenti nella rete di Pekao e l'impegno a non ridurre il personale delle due banche fino al 31 marzo 2008. La Commissione europea, in risposta ad un'interrogazione europarlamentare riguardo alla vicenda, il 21 ottobre 2010 concluse: «in riferimento alla preoccupazione espressa circa la possibilità che il comportamento di UniCredit abbia potuto essere in contrasto con le regole della concorrenza applicabili nell’ambito dell’Unione europea, sembra che tali regole, in particolare quelle antitrust, non siano gli strumenti appropriati per affrontare le questioni sollevate e le presunte pratiche di UniCredit o dei suoi dirigenti. Tali questioni, infatti, non si riferiscono a una collusione, né a un accordo anticoncorrenziale tra aziende di uno stesso gruppo, né a una qualunque forma di abuso di posizione dominante».
La fusione con HVB ebbe effetti anche in Croazia: in tal modo, UniCredit si trovava in possesso di Zagrebačka banka (acquisita nel 2002 insieme ad Allianz) e in maniera indiretta di Splitska banka (già acquistata da UniCredit a fine anni '90 e poi rivenduta proprio a Bank Austria Creditanstalt, poi rilevata da HVB, per evitare problemi antitrust dovuti al possesso della maggiore banca croata), primo e terzo tra gli istituti bancari del paese. La controllata austriaca vendette nel 2006 la banca dalmata a Société Générale. L'incorporazione in Zagrebačka Banka della CRTrieste Banka d.d. di Zagabria (già controllata della Cassa di Risparmio di Trieste) completa lo scenario croato.

### Fusione con Capitalia
Il 20 maggio 2007 i CdA di UniCredit e Capitalia, riunitisi rispettivamente a Milano e Roma, Profumo e i suoi vice Fiorentino e Milanta con il direttore generale Schiattarella e il suo vice Donisi, approvarono il progetto di fusione per incorporazione di Capitalia S.p.A. in Unicredito Italiano S.p.A. sulla base di un rapporto di concambio di 1,12 nuove azioni ordinarie di UniCredit per ogni azione ordinaria di Capitalia. Seguirono le assemblee degli azionisti e l'approvazione con riserva da parte dell'antitrust.
La fusione diventò operativa dal 1º ottobre 2007. La sede legale fu trasferita da Genova a Roma e furono mantenuti i marchi di Capitalia (tranne Bipop Carire). Dal 1º novembre 2008 fino al 1º novembre 2010 fu attuato il consolidamento di tre banche territoriali:
- Nel centro e sud Italia con il marchio UniCredit Banca di Roma (nel quale confluirono tutti gli sportelli UniCredit Banca, Bipop Carire e Banco di Sicilia del centro e sud Italia);
- Nel nord Italia con il marchio UniCredit Banca (nel quale confluirono tutti gli sportelli della Banca di Roma, Banco di Sicilia e Bipop Carire del nord Italia);
- In Sicilia con il marchio Banco di Sicilia (nel quale sono confluirono tutti gli sportelli UniCredit Banca, Banca di Roma e Bipop Carire dell'isola).

La fusione portatò nelle casse di UniCredit un ulteriore 9% del capitale di Mediobanca in aggiunta al 9% che già possedeva. Per evitare di alterare gli equilibri all'interno del patto di sindacato di Mediobanca, UniCredit si impegnò a cedere ai componenti del patto la quota portata in dote da Capitalia.

### Crisi del 2008 e aumento di capitale
La crisi finanziaria 2007-2008 colpì anche UniCredit: il valore delle azioni crollò in poco tempo (a settembre 2008 UniCredit perse il 29%). Il 5 ottobre 2008 A. Profumo propose un aumento di capitale da 3 miliardi di euro per rafforzare la liquidità.

### 2009 e nuovo aumento di capitale
Il 29 settembre 2009 fu deciso un aumento di capitale di 4 miliardi di euro, che allineò definitivamente i coefficienti patrimoniali di UniCredit ai migliori standard mondiali e permise alla banca di non ricorrere agli aiuti statali, i cosiddetti "Tremonti bond".

### 2010 e l'uscita di Profumo
Nel 2010 UniCredit superò lo "stress test" effettuato dal Committee of European Banking Supervisors (CEBS) che analizzava la solidità patrimoniale degli istituti bancari per verificare le capacità di resistenza alle crisi.
Il 21 settembre 2010 l'amministratore delegato Alessandro Profumo fu costretto alle dimissioni a seguito della sfiducia espressagli dalla maggioranza del CdA a causa della mancata comunicazione dell'avvenuto acquisto delle nuove azioni societarie da parte dei fondi libici Lia (detentrice del 7,58% del capitale sociale del gruppo), divenuti in tal modo azionisti di maggioranza relativa. La fiducia verso Profumo era già venuta parzialmente meno dopo il drastico crollo del titolo nei due anni precedenti, le forti richieste economiche ai soci per l'adesione ai due aumenti di capitale, il deciso taglio ai dividendi a partire dal 2009 e il progetto della Banca Unica che comportava circa 4.700 esuberi. Profumo uscì di scena, comunque con una buonuscita davvero rilevante: 40 milioni di euro, di cui 2 dati in beneficenza.
Dal 30 settembre successivo Federico Ghizzoni, già presente in UniCredit come responsabile per l'area dell'Europa centro-orientale, è il nuovo amministratore delegato del gruppo.
Nel frattempo prese corpo il nuovo modello organizzativo ONE4C ("Insieme per i clienti"), attuato per aumentare la soddisfazione dei clienti attraverso la specializzazione delle competenze e tempi di risposta sempre più rapidi. Con una semplificazione della struttura societaria del gruppo si cercò di accrescere la vicinanza ai territori e alle comunità in cui UniCredit opera, nonché di salvaguardare i marchi delle principali banche controllate (UniCredit Banca, UniCredit Banca di Roma, Banco di Sicilia). Il 1º novembre 2010 le società UniCredit Banca, UniCredit Banca di Roma, Banco di Sicilia, UniCredit Corporate Banking, UniCredit Private Banking, UniCredit Family Financing Bank, UniCredit Bancassurance Management & Administration entrarono a far parte del gruppo UniCredit Spa a seguito di delibera del CdA del 13 aprile precedente, approvata dalla Banca d'Italia il 25 giugno, con trasferimento di tutti i rapporti in capo a UniCredit Spa; ove ancora presenti, i marchi citati hanno il solo scopo commerciale.
Rimangono a sé FinecoBank con sede a Milano, specializzata nel trading on line; UniCredit Factoring, specializzata in operazioni di factoring, e UniCredit Credit Management Bank, specializzata nella gestione dei crediti insoluti (NPL) che è stata venduta il 1º novembre 2015 ad una cordata rappresentativa del gruppo americano Fortress, rinominandosi doBank S.p.A..

### Strategie nella particolare contingenza del 2011
Il 2011 doveva essere un anno di transizione per UniCredit, ma la crisi estiva dei debiti sovrani europei porta al crollo delle azioni UniCredit che dal 16 febbraio al 16 settembre perdono il 63% del loro valore. Entro fine anno sarà varato il nuovo piano industriale, mentre un nuovo aumento di capitale diventa praticamente indispensabile.

#### La riorganizzazione in Italia
A partire dal 7 novembre, nel mondo F&SME (Famiglie, Privati e Piccole Imprese) è stata attuata una politica di razionalizzazione dei distretti operativi, in modo da rafforzare la vicinanza con il cliente. Precedentemente la strategia operativa in Italia, vedeva 9 Direzioni Network da cui dipendevano le Aree Commerciali in cui operavano appunto i Distretti.
La riorganizzazione ha visto una riduzione di tali strutture con accorpamenti e razionalizzazioni nelle strutture delle singole Agenzie. Figura centrale e di rilevanza con la clientela e gli altri stakeholders locali è il DDD, Direttore di Distretto, che coadiuvato da un Vice e da un responsabile piccole Imprese, attua gli indirizzi commerciali nei territori presidiati.

#### Terzo aumento di capitale
Il 14 novembre viene presentato il piano industriale 2012-2015: si decide un nuovo aumento di capitale (terzo in 4 anni) di 7,5 miliardi di euro e niente dividendi per il 2012. Contestualmente è stato dichiarato un esubero di 5200 dipendenti per l'Italia. La ricapitalizzazione di UniCredit fa seguito al peggior trimestre della sua storia, con svalutazioni per 9,6 miliardi e un 'rosso' di 10,6.
Il 27 dicembre UniCredit raggruppa le azioni 10 a 1 (chi possedeva 10 azioni si ritrova con una nuova azione); il numero delle azioni passa da 19.298.490.693 a 1.929.849.069.
Il 4 gennaio 2012 UniCredit rende noti i dettagli dell'aumento di capitale da 7,5 miliardi di euro; il forte sconto (43%) offerto alle nuove azioni (2 nuove azioni ogni vecchia azione esistente) provoca un crollo delle azioni del 37% in 3 giorni.

### 2012
L'Assemblea annuale degli azionisti tenutasi l'11 maggio 2012 ha approvato la proposta del Consiglio di Amministrazione - formulata nell'ambito delle misure di rafforzamento patrimoniale già comunicate al mercato - di non distribuire dividendi nel 2012 sui risultati del 2011 ai possessori sia di azioni ordinarie che di risparmio.
Ad agosto il Financial Times ha rivelato che la banca è sotto inchiesta del District Attorney's Office della contea di New York, del ministero del Tesoro e del Dipartimento della Giustizia di Washington e di essere finita nella black-list di istituti di credito che hanno aggirato le sanzioni statunitensi contro Teheran. La stessa banca ha poi confermato, rendendo pubblici diversi documenti.

### 2013
UBIS, società del gruppo UniCredit, e IBM hanno creato una joint venture Value Transformation Services (V-TServices), che gestirà l'infrastruttura tecnologica di UniCredit con l'obiettivo di offrire servizi IT alle aziende del settore finanziario così come ad altri comparti, come ad esempio la Pubblica Amministrazione.

### 2016: cessione quota Pekao e Pioneer
A dicembre UniCredit, guidata dal 30 giugno dal nuovo ad Jean Pierre Mustier, esce da Bank Pekao e incassa 3 miliardi: il 32,8% viene venduto alla compagnia assicuratrice statale PZU e ai fondi polacchi PFR per 2,4 miliardi di euro (corrispondente a 1,42 volte il patrimonio netto). Il rimanente 7,3% del 40,1% complessivo ancora in mano a UniCredit è finito invece sul mercato tramite equity linked certificate per un controvalore di 500 milioni di euro.
Sempre a dicembre UniCredit cede la controllata Pioneer Investments, società operativa nell'Asset Management in 19 paesi, alla francese Amundi per 3,54 miliardi di euro.

### 2017: il quarto aumento di capitale
Il 23 gennaio 2017, le azioni UniCredit vengono raggruppate 10 a 1, poi, il successivo 6 febbraio parte un maxi aumento di capitale da 13 miliardi di euro: le nuove azioni vengono offerte a 8,08 euro con uno sconto del 38% sul Terp, il prezzo teorico dopo lo stacco del diritto di opzione. Vengono offerte 13 azioni ordinarie di nuova emissione ogni cinque azioni ordinarie e/o di risparmio possedute. L’offerta avviene alla Borsa di Milano ma anche a Francoforte e Varsavia.
Nell'assemblea straordinaria del 4 dicembre 2017 viene eliminato il limite del 5% all'esercizio del diritto di voto, il Consiglio di Amministrazione ottiene la facoltà di presentare una propria lista di candidati alla carica di Amministratore con un incremento del numero degli Amministratori tratti dalla lista di minoranza, le azioni di risparmio vengono convertite obbligatoriamente in azioni ordinarie, e la sede sociale viene trasferita da Roma a Milano, dove è già presente la direzione generale.
Nell'ultimo trimestre l'anno, Unicredit sigla l'accordo di cessione della rete italiana specializzata nel credito su pegno, che nel 2018 viene completamente acquisita dalla viennese Dorotheum, la più grande case d'aste in Europa fondata nel '700 dall'imperatore Giuseppe I. Fra le filiali italiane cedute vi è il Monte di Pietà di Roma, fondato nel '500 dal padre minorita Giovanni De Calvi.
L'operazione segna il passaggio della titolarità ad un operatore per il quale la legge commerciale austriaca del '94 non prevede l'obbligo di una specifica licenza bancaria e che con una rete di 38 filiali già deteneva una quota pari al 90% del proprio mercato nazionale di riferimento. Negli anni precedenti, i tassi di interesse applicati da Unicredit per il pegno potevano variare dall'11.6 al 16%, al di sotto della soglia italiana per l'usura che è fissata al 25%.

### 2018: buddybank e conversione azioni risparmio
Il 29 gennaio 2018 viene lanciata sul mercato italiano buddybank. Buddybank è la prima banca “mobile only” disegnata esclusivamente per i prodotti Apple con sistema operativo iOS ma poi viene sviluppata pure su Android: l’app ufficiale del servizio è disponibile sui dispositivi Android, iPhone, iPad e iPod Touch. Buddybank si basa su un modello di funzionamento conversazionale: i clienti possono dialogare con la banca e ricevere assistenza 24 ore al giorno, 7 giorni su 7 attraverso un sistema di chat.
Il 12 marzo avviene la conversione obbligatoria delle 252.489 azioni di risparmio. Il rapporto di conversione, per ciascuna azione di risparmio, è stato pari a 3,82 azioni ordinarie di nuova emissione e un conguaglio pari a 27,25 euro.

### 2019: l'uscita da Fineco e Mediobanca
Il 7 febbraio 2019 nel Quartier Generale di UniCredit Tower in Milano vengono diffusi i dati di bilancio del Gruppo UniCredit riguardanti l'anno 2018. Il fatturato ha raggiunto quota 19,7 miliardi di euro, mentre l'utile netto è stato pari a circa 3,9 miliardi di euro.
Nell'aprile 2019 il Dipartimento del Tesoro degli Stati Uniti annuncia di avere raggiunto l'accordo con il Gruppo UniCredit che pagherà complessivamente 1,3 miliardi di dollari per avere effettuato transazioni con l'Iran, paese sottoposto a sanzioni. La responsabilità di UniCredit, fa sapere in una nota la Federal Reserve, è di aver avviato "pratiche non sicure relative a controlli inadeguati sulle sanzioni e a una supervisione inadeguata delle sue sussidiarie".
Nel maggio 2019, UniCredit ha ceduto sul mercato il 17% del capitale della controllata FinecoBank, mantenendo una partecipazione minoritaria del 18% e portandola fuori dal perimetro del gruppo. Due mesi più tardi, in luglio, cede anche l'ultima quota per 1,1 miliardi.
L'8 agosto scompare il presidente del CdA Fabrizio Saccomanni; in sua sostituzione viene nominato Cesare Bisoni, già vicepresidente di UniCredit.
Il 6 novembre UniCredit comunica la decisione del consiglio di amministrazione di collocare sul mercato verso investitori istituzionali l'intera partecipazione detenuta in Mediobanca (8,4%). Nel dicembre 2019, l'ad Mustier annuncia un piano per la riduzione di 5.000-6.000 maestranze e la chiusura di 450 filiali entro il 2023.

#### Piano strategico Team 23
Il 3 dicembre 2019 al Capital Day Market di Londra il CEO Jean Pierre Mustier presenta il Team 23 - Piano Strategico UniCredit 2020-2023, progetto industriale e finanziario di durata quadriennale al termine del quale il gruppo bancario mira a restituire ai propri azionisti una cifra pari a 8 miliardi di euro (2 miliardi dei quali attraverso buy-back, ossia riacquisto di azioni proprie), generare valore per 16 miliardi, un fatturato attorno ai 19 miliardi, un utile netto di 5 miliardi, il proseguimento delle attività di smaltimento dei crediti deteriorati (NPL) con esposizioni creditizie deteriorate (NPE) inferiori a 9 miliardi e la cessione di una quota del 9% della partecipazione nel capitale della banca turca Yapi Kredi (della quale UniCredit possiede attraverso una joint venture il 40,95%); nel piano era inizialmente prevista la creazione di una subholding, con sede in Italia, che avrebbe avuto principalmente il compito di accorpare le attività di UniCredit in Germania, Austria ed altri Paesi dell'area centrale e dell'est Europa dove l'istituto creditizio italiano è presente. È anche previsto l'ulteriore sviluppo delle attività digitali della banca, con lo scopo di rendere UniCredit una banca paperless nei servizi alla clientela già a partire dal 2020 e migliorarne l'efficienza; le implementazioni tecnologiche dell'istituto comporteranno, secondo i punti previsti nel piano, la chiusura di 500 filiali (di cui circa 450 in Italia) e la riduzione di 8.000 dipendenti (di cui circa 5.000 in Italia, il 68% dei tagli) e la restante parte delle riduzioni di sedi e dipendenti in Austria e Germania.
Il 5 novembre 2020, in sede di presentazione dei Risultati di Gruppo del Terzo Trimestre 2020, l'Amministratore Delegato Jean Pierre Mustier, sul tema della sub-holding ha dichiarato ai media: 'Abbiamo lanciato il progetto subholding per ottimizzare il costo del funding e la liquidità in ottica Mrel. Nell'attuale contesto macro, grazie ai massicci acquisti della Bce e allo spread basso, non serve realizzare questo progetto. Rimane un progetto ma oggi non è rilevante'.
Tra il 2008 e il 2018 UniCredit ha ridotto nel mondo il numero dei dipendenti del 50%, da 174.000 a 86.786. Questo è un settore nel quale nel 2019 sono stati annunciati complessivamente nel mondo tagli pari a 75.000 posti di lavoro. Secondo la Fabi, il taglio di 8.000 posti di lavoro andrebbe a sommarsi alla riduzione di 26.650 maestranze già effettuata nel 2017, senza alcuna previsione di nuove assunzioni da parte dell'istituto di credito.

### 2020
Il 6 febbraio 2020 nel Quartier Generale di UniCredit Tower in Milano il Gruppo diffonde i dati di bilancio riguardanti l'anno 2019. I ricavi sono stati pari quota 18,839 miliardi di euro, in calo (-0,7%) rispetto all'esercizio precedente, mentre l'utile netto è stato pari a 3,373 miliardi di euro (-17,9% rispetto al 2018). La raccolta da clientela ha raggiunto quota 420 miliardi di euro (+5,1%). Alla fine del 2019 il numero di dipendenti del Gruppo UniCredit era pari a 84.245 unità. Il 30 novembre 2020 Jean Pierre Mustier, a causa di divergenze con il CdA dell’istituto, annuncia le sue dimissioni da AD del Gruppo UniCredit.

### 2021
Il 27 gennaio 2021 il Consiglio di amministrazione di UniCredit sceglie Andrea Orcel come nuovo Amministratore Delegato del gruppo bancario milanese in sostituzione di Mustier.

### 2022
Da ottobre 2022, UniCredit Services S.C.p.A., azienda di servizi ICT del gruppo, è stata incorporata in UniCredit S.p.A. Nel 2022 l’istituto milanese ha generato ricavi per 20,343 miliardi di euro (in rialzo rispetto ai 16,3 miliardi di euro del 2021) ed un utile netto di 5,227 miliardi di euro (superiore a quello di 3,5 miliardi di euro prodotto nell’anno precedente), e rispettivamente per 18,1 e 5,4 miliardi di euro escludendo il mercato della Russia.

### 2024
Nel settembre 2024, si diffonde la notizia che UniCredit ha acquistato la quota del 4,49% (circa 53,1 milioni di azioni) che lo Stato tedesco aveva messo in vendita di Commerzbank, direttamente controllata. La quota è stata venduta per circa di 702 milioni di euro, UniCredit è dunque giunta al 9% in Commerzbank e l'istituto di credito non ha escluso che possa salire ancora.
Il 25 novembre 2024 UniCredit lancia un'OPS da 10 miliardi di euro sul Banco BPM, operazione non concordata preventivamente col ministro Giorgetti.
Il 18 dicembre 2024 UniCredit sale al 28% in Commerzbank, detenendo il 9,5% attraverso la partecipazione diretta e il 18,5% attraverso strumenti finanziari. Nel 2024 l'istituto bancario milanese ha generato ricavi complessivi per 24,2 miliardi di euro (in crescita del 4% rispetto all'anno precedente) e utili netti pari a 9,3 miliardi di euro (in rialzo dell'8% rispetto al 2023).

### 2025
UniCredit compare come sponsor della Scuderia Ferrari, contestualmente all'ingresso del pilota Lewis Hamilton.

## Attività
È presente:
- in Italia (quota di mercato 11,1%: secondo gruppo bancario);
- in Germania (quota di mercato 2,5%: quarto gruppo bancario) (HypoVereinsbank)
- in Austria (quota di mercato 18%: primo gruppo bancario) (Bank Austria);
- nell'Europa centro-orientale, dove ha posizioni significative in molti Paesi:
  - Ungheria (quota di mercato 9%: settimo gruppo bancario) (UniCredit Bank Hungary)
  - Repubblica Ceca (quota di mercato 8,5%: quarto gruppo bancario) (UniCredit Bank Czech Republic and Slovakia)
  - Slovacchia (quota di mercato 8,5%: quinto gruppo bancario) (UniCredit Bank Czech Republic and Slovakia)
  - Bulgaria (quota di mercato 19,7%: primo gruppo bancario) (UniCredit Bulbank)
  - Romania (quota di mercato 9,5%: quarto gruppo bancario) (UniCredit Bank)
  - Croazia (quota di mercato 27,3%: primo gruppo bancario) (Zagrebacka banka)
  - Bosnia ed Erzegovina (quota di mercato 23%: primo gruppo bancario) (UniCredit Zagrebacka banka Mostar), (UniCredit Bank Banja Luka)
  - Serbia (quota di mercato 11,3%: quarto gruppo bancario) (UniCredit Bank Serbia)
  - Slovenia (quota di mercato 7,5%: quinto gruppo bancario) (UniCredit Banka Slovenija)
  - Russia (quota di mercato 1,5%: ottavo gruppo bancario) (AO UniCredit Bank)

## Dati finanziari
Quella che segue è la tabella di comparazione dei dati finanziari consolidati del Gruppo UniCredit negli ultimi anni.
| Anno | Ricavi operativi netti (in milioni di €) | Utile/Perdita di esercizio (in milioni di €) | Totale dell'attivo (in milioni di €) | Patrimonio netto (in milioni di €) |
| ---- | ---------------------------------------- | -------------------------------------------- | ------------------------------------ | ---------------------------------- |
| 2022 | 20.343                                   | 5.227                                        | 739.200                              | 54.000                             |
| 2019 | 18.839                                   | 3.373                                        | 831.469                              | 53.000                             |
| 2018 | 19.723                                   | 3.852                                        | 831.649                              | 55.841                             |
| 2017 | 19.619                                   | 3.708                                        | 836.790                              | 59.331                             |
| 2016 | 18.801                                   | -11.790                                      | 859.533                              | 39.366                             |
| 2015 | 22.405                                   | 1.694                                        | 860.433                              | 50.087                             |
| 2014 | 22.513                                   | 2.008                                        | 844.217                              | 49.390                             |
| 2013 | 23.973                                   | -13.965                                      | 845.838                              | 46.841                             |
| 2012 | 25.049                                   | 865                                          | 926.827                              | 62.784                             |
| 2011 | 25.200                                   | -9.206                                       | 926.769                              | 51.479                             |
| 2010 | 26.347                                   | 1.323                                        | 929.488                              | 64.224                             |
| 2009 | 27.572                                   | 1.702                                        | 928.760                              | 59.689                             |
| 2008 | 26.866                                   | 4.012                                        | 1.045.612                            | 54.999                             |
| 2007 | 29.502                                   | 6.506                                        | 1.021.836                            | 57.690                             |
| 2006 | 23.464                                   | 5.448                                        | 823.284                              | 38.468                             |
| 2005 | 20.850                                   | 3.378                                        | 787.284                              | 35.199                             |

## Principali azionisti
UniCredit è una società ad azionariato diffuso con un capitale flottante pari al 100% delle azioni, e non vi sono azionisti di controllo.
Alla data del 25 febbraio 2024 risultano 2 azionisti con una percentuale di proprietà superiore al 3%:
- BlackRock Inc. - 5,12%
- Allianz SE - 3,13%

Il capitale è così ripartito per tipologia di investitore:
|                           | %   |
| ------------------------- | --- |
| Investitori istituzionali | 73% |
| Investitori retail        | 12% |
| Fondi sovrani             | 6%  |
| Fondazioni                | 4%  |
| Altri                     | 5%  |

Il 38% del capitale fa riferimento a investitori provenienti dagli Stati Uniti e un ulteriore 26% fa riferimento a investitori del Regno Unito.

## Principali partecipazioni azionarie
- Commerzbank - 28%
- Banca d'Italia - 10,88%
- Risanamento - 22,231%
- Webuild S.p.A. - 5,27%
- Generali Italia - 4,1%[53]

## Posizioni critiche
Organizzazioni non governative come Greenpeace e la Campagna per la Riforma della Banca Mondiale hanno criticato UniCredit per la sua intenzione di partecipare a ben due consorzi (uno direttamente e uno tramite HypoVereinsbank AG) che partecipano alla gara d'appalto per la realizzazione del progetto di centrale nucleare di Belene, sito soggetto a forte rischio sismico, nel nord della Bulgaria. UniCredit ha successivamente ritirato la partecipazione alla gara per finanziare il progetto.
UniCredit fu coinvolta in un'inchiesta della trasmissione Report nella quale si denunciò che la banca aveva fatto sottoscrivere ad aziende private ed enti pubblici dei contratti, detti derivati, contenenti costi impliciti che i clienti inesperti non sono in grado di calcolare; l'ex ministro delle finanze Domenico Siniscalco affermò di avere egli stesso avuto difficoltà a leggere e a capire i prospetti informativi di tali derivati. 
Secondo la trasmissione, la Consob ha multato UniCredit Banca d'Impresa per mezzo milione (provvedimento impugnato).
Annualmente inoltre, come pubblicato sui siti di Camera e Senato nella “Relazione annuale della Presidenza del Consiglio sulle operazioni autorizzate e svolte per il controllo delle esportazioni, importazioni e transito dei materiali di armamento”, UniCredit si conferma, nel 2013, al 3º posto come maggior finanziatore di esportazioni di sistemi militari.

## Dati legali e iscrizioni
Dal 2021 il Presidente del consiglio di amministrazione è Pier Carlo Padoan, mentre il vicepresidente è Lamberto Andreotti. Ci sono 9 consiglieri.
Il capitale sociale sottoscritto e versato della società al 25 febbraio 2024 è pari a € 21.367.680.521,48 suddiviso in n. 1.784.663.080 azioni.
- UniCredit S.p.A.
- Sede Legale e Direzione Generale: Piazza Gae Aulenti 3 - Tower A - 20154 Milano
- Banca iscritta all'Albo delle Banche e Capogruppo del Gruppo Bancario UniCredit
- Albo dei Gruppi Bancari: cod. 2008.1
- Cod. ABI 02008.1
- Iscrizione al Registro delle Imprese di Milano-Monza-Brianza-Lodi, Codice Fiscale e P. IVA nº 00348170101
- Aderente al Fondo Interbancario di Tutela dei Depositi e al Fondo Nazionale di Garanzia.